# Dirk III van Brederode
Dirk III van Brederode (ca. 1308 – Haarlem, 11 november 1377) was de 5e Heer van Brederode, Voshol, Bennebroek en had zitting in het landsbestuur van het graafschap Holland.

## Levensloop
Hij was een zoon van Willem van Brederode en kleinzoon van Dirk II van Brederode. Zijn moeder was Elisabeth van Kleef (soms ook Elsbee genoemd), een dochter van Diederik Luf II van Kleef (1262-?) en kleindochter van Diederik VII van Kleef. Dirk III werd op 13 oktober 1333 officieel benoemd tot heer van Brederode door Willem III van Holland nadat zijn oom Hendrik I van Brederode (ovl. 1345) was overleden. Hij werd opnieuw erkend in zijn rechten door Willem IV in 1339. Op 23 augustus 1346 ontvangt hij wat landgoederen van Margaretha van Beieren nabij Haarlem. Zijn vrouw Beatrix erft het volgende jaar 350 zwarte tournooise ponden uit de tol van Valkenburg.
In 1350-51 steunde Dirk tijdens de Hoekse en Kabeljauwse twisten de zijde van Margaretha van Beieren maar werd gevangengenomen bij de Slag bij Zwartewaal (ook wel Slag op de Maas), werd later tegen een vergoeding vrijgekocht.
Dirk III huwde omstreeks 1334 met Beatrix van Valkenburg, een dochter van Reinoud van Valkenburg. Samen kregen ze minstens vier kinderen:
- Reinoud I 6e heer van Brederode, (1336 - 1390).
- Walraven van Brederode, (1338/1340, 17 augustus 1369)
- Ridder Dirk van Brederode, (1340/1342 - 1387)
- Willem van Brederode, bezitter van de heerlijkheid van Waalwyck (1346 - 1389)

## Voorouders
| Voorouders van Dirk III van Brederode (1308-1377) | Voorouders van Dirk III van Brederode (1308-1377)                   | Voorouders van Dirk III van Brederode (1308-1377)                   | Voorouders van Dirk III van Brederode (1308-1377)                   | Voorouders van Dirk III van Brederode (1308-1377)                   | Voorouders van Dirk III van Brederode (1308-1377)                   | Voorouders van Dirk III van Brederode (1308-1377)                   | Voorouders van Dirk III van Brederode (1308-1377)                   | Voorouders van Dirk III van Brederode (1308-1377)                   |
| ------------------------------------------------- | ------------------------------------------------------------------- | ------------------------------------------------------------------- | ------------------------------------------------------------------- | ------------------------------------------------------------------- | ------------------------------------------------------------------- | ------------------------------------------------------------------- | ------------------------------------------------------------------- | ------------------------------------------------------------------- |
| Overgrootouders                                   | Willem I van Brederode (1226-1285) ∞ Hillegonda van Voorne (-)      | Willem I van Brederode (1226-1285) ∞ Hillegonda van Voorne (-)      | Hendrik II van de Leck (-) ∞ Jutte van Borsele (- )                 | Hendrik II van de Leck (-) ∞ Jutte van Borsele (- )                 | Diederik VII van Kleef (1226-1275) ∞ Alida van Heinsberg (-1303)    | Diederik VII van Kleef (1226-1275) ∞ Alida van Heinsberg (-1303)    | ? (-) ∞ ? (-)                                                       | ? (-) ∞ ? (-)                                                       |
| Grootouders                                       | Dirk II van Brederode (1256-1318) ∞ Maria van der Lecke (-1307)     | Dirk II van Brederode (1256-1318) ∞ Maria van der Lecke (-1307)     | Dirk II van Brederode (1256-1318) ∞ Maria van der Lecke (-1307)     | Dirk II van Brederode (1256-1318) ∞ Maria van der Lecke (-1307)     | Diederik van Kleef (1262-) ∞ ? (-)                                  | Diederik van Kleef (1262-) ∞ ? (-)                                  | Diederik van Kleef (1262-) ∞ ? (-)                                  | Diederik van Kleef (1262-) ∞ ? (-)                                  |
| Ouders                                            | Willem van Brederode (1278-1316) ∞ Elsbee van Kleef (ca. 1290-1361) | Willem van Brederode (1278-1316) ∞ Elsbee van Kleef (ca. 1290-1361) | Willem van Brederode (1278-1316) ∞ Elsbee van Kleef (ca. 1290-1361) | Willem van Brederode (1278-1316) ∞ Elsbee van Kleef (ca. 1290-1361) | Willem van Brederode (1278-1316) ∞ Elsbee van Kleef (ca. 1290-1361) | Willem van Brederode (1278-1316) ∞ Elsbee van Kleef (ca. 1290-1361) | Willem van Brederode (1278-1316) ∞ Elsbee van Kleef (ca. 1290-1361) | Willem van Brederode (1278-1316) ∞ Elsbee van Kleef (ca. 1290-1361) |